# Дель Вечо, Питер
Пи́тер Дель Ве́чо (англ. Peter Del Vecho; род. 6 апреля 1958, Куинси, Массачусетс, США) — американский продюсер компании Walt Disney Animation Studios, где он также является старшим вице-президентом по производству. Наиболее известен как продюсер фильмов «Холодное сердце» (2013) и «Холодное сердце 2» (2019) совместно с режиссерами Крисом Баком и Дженнифер Ли; первым получил премию «Оскар» в категории «Лучший анимационный полнометражный фильм».

## Ранняя жизнь
Дель Вечо вырос в городе Куинси, в районе Саут-Шор недалеко от Бостона, штат Массачусетс. Он окончил Колледж изящных искусств Бостонского университета, где изучал театральное производство, и много лет работал в театре. Проработав около 7 лет в театре «Гатри» в Миннеаполисе, он был принят на работу в Disney Animation. Он начал работать в управлении производством и в итоге перешёл к продюсированию.

## Карьера
Помимо мультфильма «Холодное сердце» (2013) и его продолжения «Холодное сердце 2» (2019), Дель Вечо выступил продюсером анимационных фильмов Disney «Принцесса и лягушка» (2009) и «Медвежонок Винни и его друзья» (2011), а также ассоциированным продюсером мультфильмов «Планета сокровищ» (2002) и «Цыплёнок Цыпа» (2005).
Весной 2015 года дель Вечо снял короткометражный фильм «Холодное торжество» по мотивам фильма «Холодное сердце» режиссёрами которого выступили Крис Бак и Дженнифер Ли. Далее Дель Вечо снял анимационный фильм «Холодное сердце 2» который вышел в ноябре 2019 года, режиссерами которого снова выступили Бак и Ли Позже дель Вечо совместно с Оснатом Шурером снял анимационный фильм «Райя и последний дракон» (2021) и вместе с Хуаном Пабло Рейесом готовит к выпуску мультфильм «Заветное желание», выход которого запланирован на 22 ноября 2023 года.